# Bolitoglossa ninadormida
Bolitoglossa ninadormida es una especie de salamandra de la familia Plethodontidae.
Es endémica de Guatemala; vive únicamente a gran altitud en la Cordillera de los Cuchumatanes en el departamento de Huehuetenango.